# Алеманский сепаратизм
Алеманский сепаратизм — историческое сепаратистское движение в алеманско-немецкоязычных областях Германии, Франции и Австрии (а именно, в Южном Бадене, Швабии (то есть в большей части Вюртемберга и всей Баварской Швабии), Эльзасе и Форарльберге), направленное на объединение со Швейцарской Конфедерацией (позже Швейцария). 
Исторические корни этого движения уходят в эпоху наполеоновских войн (около 1805–1815 годов), после них движение было частично восстановлено как после окончания Первой мировой войны (1919 год), так и после окончания Второй мировой войны (1946–1952 года).

## История
Термин «алеманский» для группы верхненемецких диалектов был введен Иоганном Петером Хебелем в 1803 году, который отнес их образование к периоду расселения племен алеманнов. Алеманоязычные районы Германии были разделены на Баден и Вюртемберг, части Швабии были интегрированы в состав Баварии в 1805 году; алеманские диалекты были не единственными диалектами в этих землях (например, в Бадене и Вюртемберге северные их части говорят на рейнско-франкских диалектах, восточно-франкском немецком, а также южно-франкском немецком, а в Баварии существуют баварские диалекты, а также рейнско-франкские диалекты, восточно-франкский немецкий, а также южно-франкский немецкий. Таким образом, алеманские диалекты стали подвергаться процессу маргинализации со стороны неалеманской администрации. Алеманский сепаратизм возник в контексте сопротивления сельского населения Бадена против наполеоновского правления в рамках Рейнского союза (1806–1813).
После Первой мировой войны, 11 мая 1919 года, население Форарльберга в недолговечном государстве Deutschösterreich (Германская Австрия) проголосовало за вхождение в составе Швейцарии (81% голосов избирателей). Однако итоги референдума были отклонен как правительством в Вене, так и Швейцарией. Подобные тенденции в Бадене и Вюртемберге были подавлены до проведения данного голосования.
После окончания Второй мировой войны в Южном Эльзасе и Южном Бадене появилось политическое движение, возникшее в результате движения сопротивления против нацистского режима, целью которого было создание отдельного алеманского государства вместе со швейцарским кантоном Базель. Отто Фегер (1946) предложил децентрализованную организацию "швабско-алеманской демократии", вдохновленной швейцарской моделью прямой демократии, в то время как мэр Зингена Бернхард Дитрих стремился к большому "Альпийскому союзу", который должен был включать также баварскоязычные территории (например, Баварию и Австрию) и немецкоязычные части Швейцарской Конфедерации. «Schwäbisch-Alemannische Demokratie», изданная Фегером в 1946 году, тиражом 240 000 экземпляров была самой печатной книгой во французской зоне оккупации Германии (1945–1949). Организационной основой алеманского сепаратизма был Schwäbisch-Alemannischer Heimatbund (Швабско-алеманский родной союз), но французская администрация не сочувствовала его идеалам и отказалась от решения, необходимого для создания политической партии с целью образования алеманского государства. Нынешняя федеральная земля Баден-Вюртемберг в пределах Федеративной Республики Германия была создана в 1952 году, фактически положив конец любым серьёзным политическим сценариям алеманского сепаратизма, хотя эта концепция остаётся ностальгической, а не политической программой. Это особенно характерно для Южного Бадена, который был единственным регионом, где большинство людей проголосовало против объединения с Вюртембергом в ходе плебисцита 1951 года, который был проведен с целью санкционировать объединение в соответствии со статьей 29 новой конституции Западной Германии. Общий итог голосования, однако, был в пользу создания новой объединённой земли.